# About You Now (Miranda Cosgrove)
About You Now is een nummer van Miranda Cosgrove, uitgegeven als derde single van haar eerste muziekalbum iCarly van haar televisieserie iCarly. Het is een cover van het nummer van de Sugababes. Het is de laatste single die ze uitbrengt van dit album. Met dit nummer heeft ze opgetreden tijdens de Macy's Thanksgiving Day Parade. De videoclip voor het nummer is geregisseerd door Billie Woodruff. De clip was op 7 december 2008 voor het eerst te zien, na de première van de film Merry Christmas, Drake & Josh, waar Miranda (als Megan Parker) in speelt.

## Hitnotering
| Chart (2008)           | Hoogste positie |
| ---------------------- | --------------- |
| U.S. Billboard Hot 100 | 47              |